# Рунтсенайм
Рунтсена́йм (фр. Rountzenheim) — коммуна на северо-востоке Франции в регионе Гранд-Эст (бывший Эльзас — Шампань — Арденны — Лотарингия), департамент Нижний Рейн, округ Агно-Висамбур, кантон Бишвиллер. До марта 2015 года коммуна в составе кантона Бишвиллер административно входила в округ Агно.
Площадь коммуны — 6,67 км², население — 1013 человек (2006) с тенденцией к росту: 1063 человека (2013), плотность населения — 159,4 чел/км².

## Население
Население коммуны в 2011 году составляло 1055 человек, в 2012 году — 1067 человек, а в 2013-м — 1063 человека.
| 1962 | 1968 | 1975 | 1982 | 1990 | 1999 | 2006 | 2008 | 2011 | 2012 | 2013 |
| ---- | ---- | ---- | ---- | ---- | ---- | ---- | ---- | ---- | ---- | ---- |
| 733  | 744  | 807  | 797  | 845  | 976  | 1013 | 1026 | 1055 | 1067 | 1063 |

Динамика населения:

## Экономика
В 2010 году из 738 человек трудоспособного возраста (от 15 до 64 лет) 575 были экономически активными, 163 — неактивными (показатель активности 77,9 %, в 1999 году — 75,6 %). Из 575 активных трудоспособных жителей работали 540 человек (292 мужчины и 248 женщин), 35 числились безработными (16 мужчин и 19 женщин). Среди 163 трудоспособных неактивных граждан 56 были учениками либо студентами, 53 — пенсионерами, а ещё 54 — были неактивны в силу других причин.

## Достопримечательности (фотогалерея)

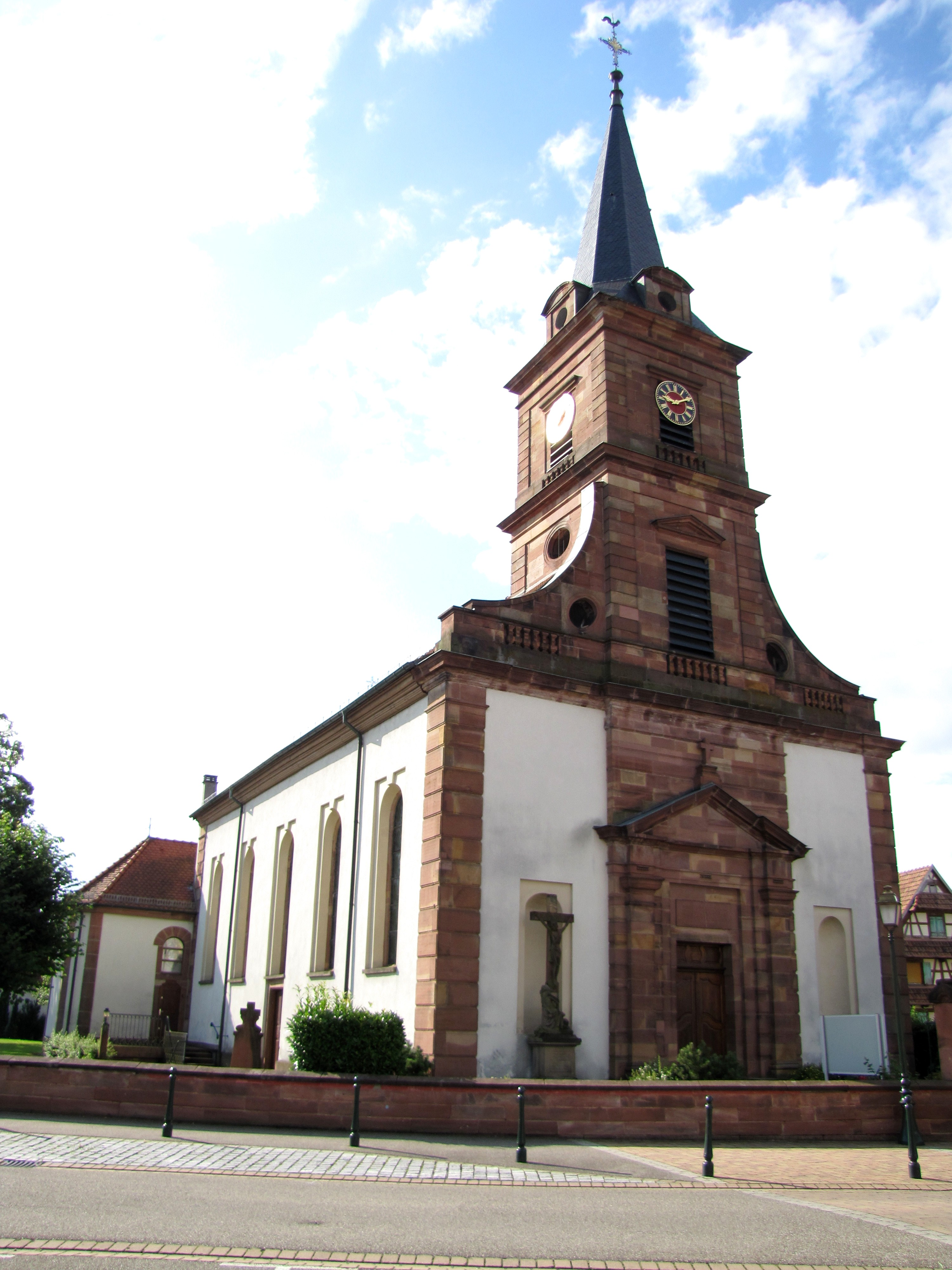
Церковь
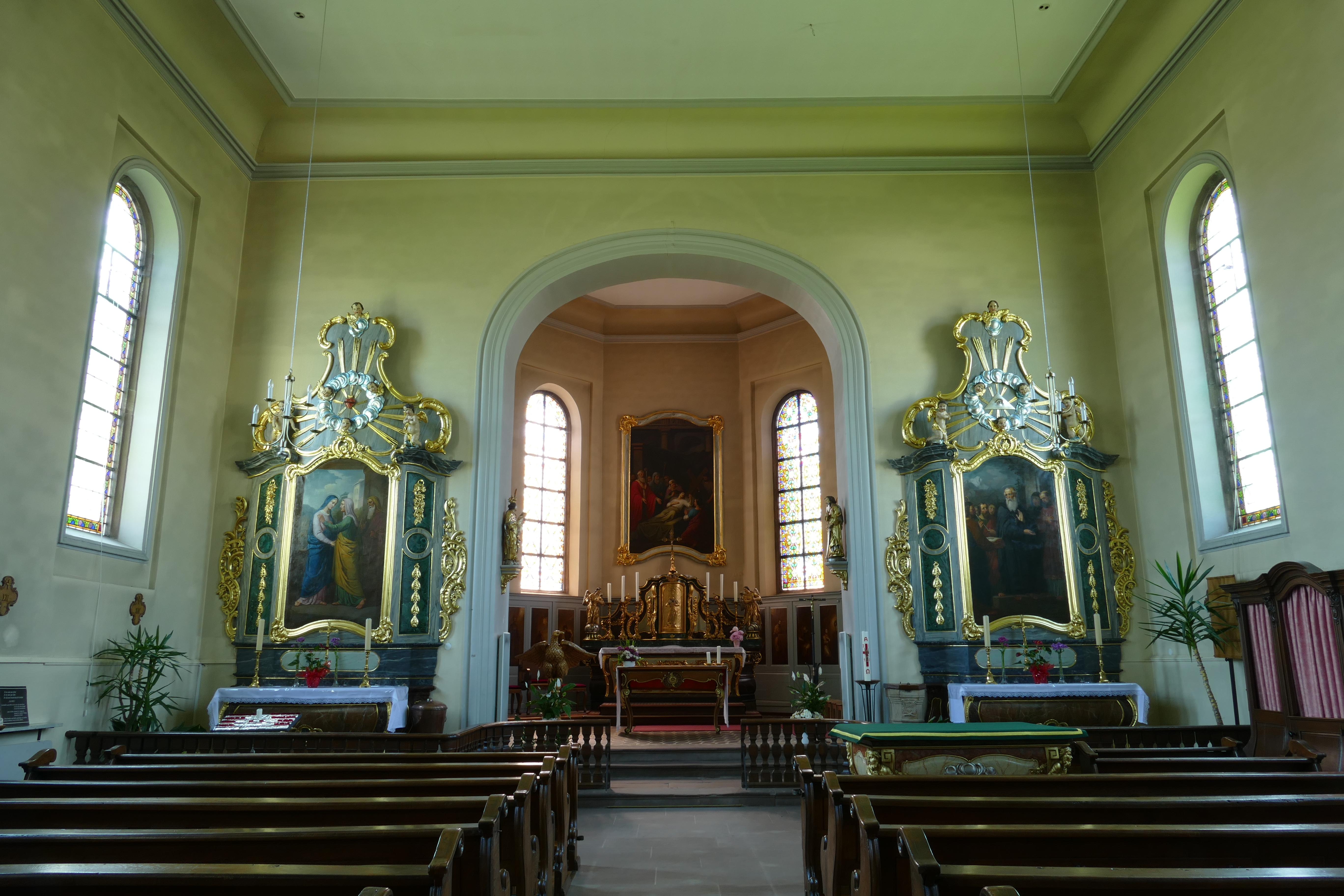
Интерьер
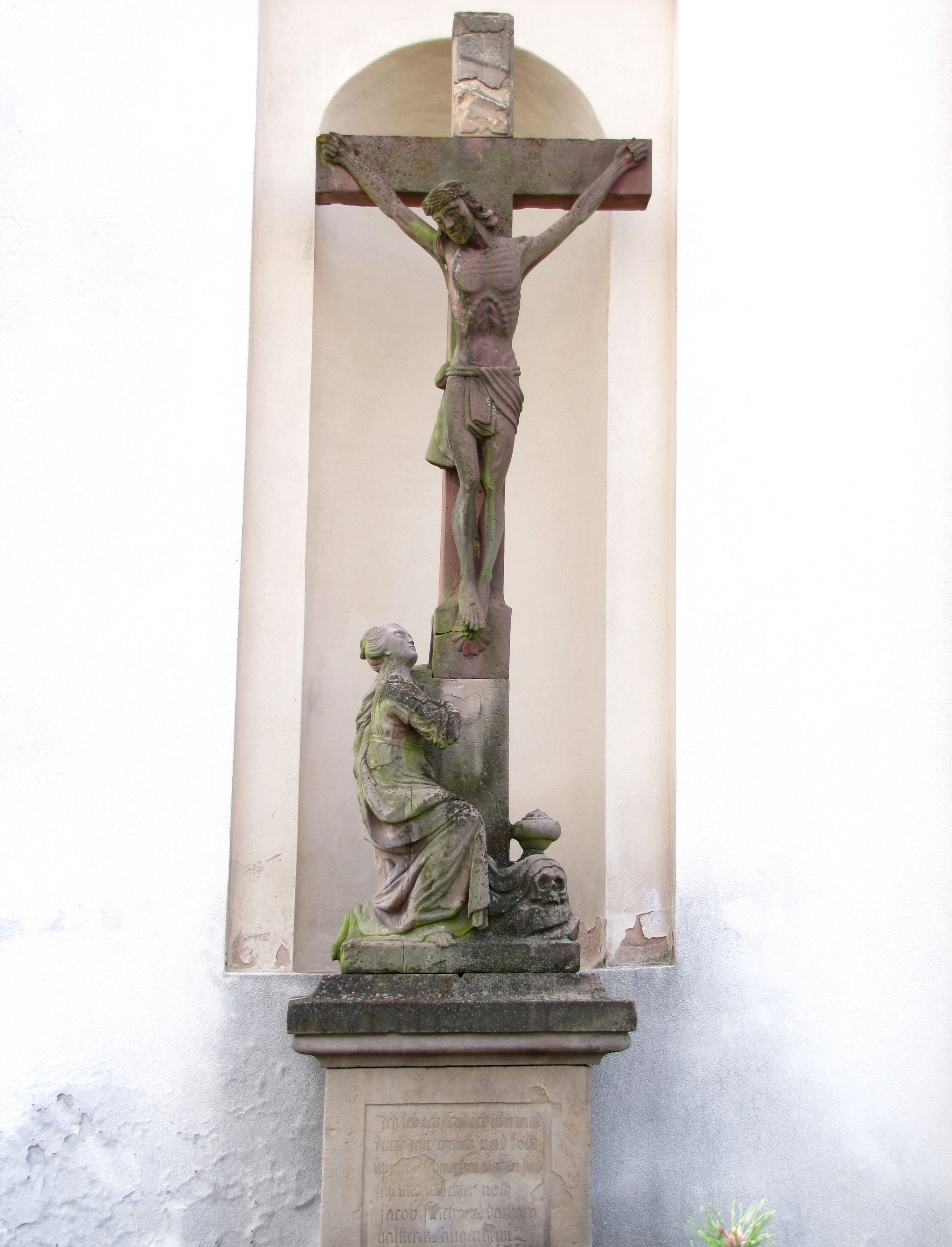
Крест (1781)
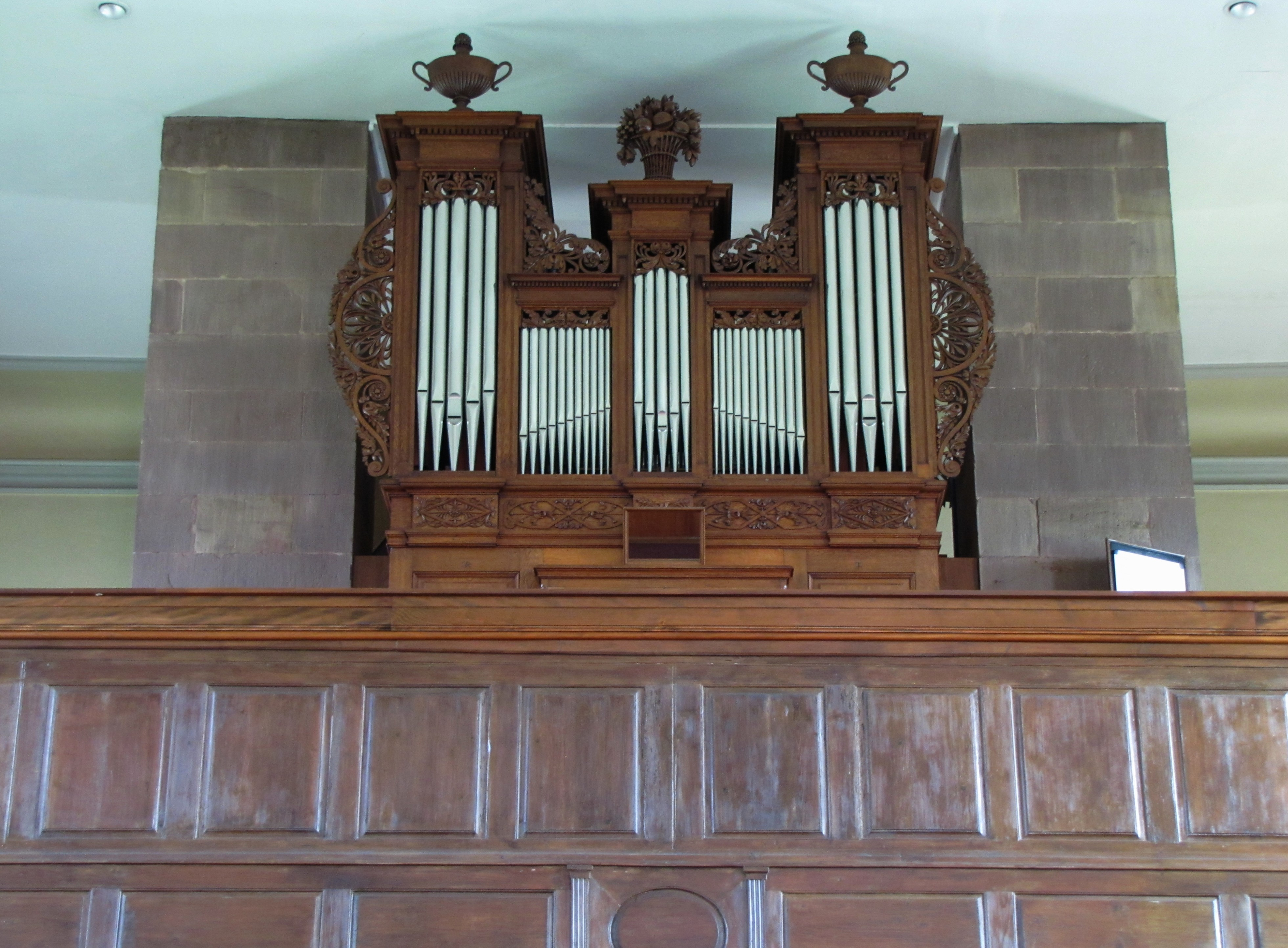
Орган (1822)